# Nadimak
Nadimak je kratak, smiješan, pogrdan, zamjenski ili nekakav drugi oblik imena neke osobe, države u kojoj živi i slično.
Na primjer, nadimak imena Tomislav može biti Tomo, nadimak osobe bez kose može biti Čelonja, Kiwi nadimak za osobu s Novog Zelanda...